# 斯涅扎娜·佩契奇
斯涅扎娜·佩契奇（Snjezana Pejcic，1982年7月13日—）出生于前南斯拉夫里耶卡，克罗地亚射击运动员。
佩契奇在2008年雅典奥运会以总成绩500.9分环夺得了10米气步枪铜牌，这也是北京奥运会的首枚铜牌。